# UEFA Europa League 2017-2018 (spareggi)
Gli spareggi della UEFA Europa League 2017-2018 si sono disputati tra il 16 e il 24 agosto 2017. Hanno partecipato a questa fase della competizione 44 club: 15 di essi provengono dalle qualificazioni della UEFA Champions League. I 22 club vincitori partecipano alla successiva fase a gironi, composta da 48 squadre.

## Date
| Fase     | Sorteggio                            | Andata            | Ritorno        |
| -------- | ------------------------------------ | ----------------- | -------------- |
| Spareggi | 4 agosto 2017, ore 13:00 CEST (Nyon) | 16-17 agosto 2017 | 24 agosto 2017 |

## Squadre
| Legenda                                      |
| -------------------------------------------- |
| I club vincitori avanzano alla fase a gironi |
| I club sconfitti sono eliminati              |

| Squadre           | Coeff       |
| Terzo turno       | Terzo turno |
| ----------------- | ----------- |
| Dinamo Kiev       | 67.526      |
| Ajax              | 67.212      |
| Viktoria Plzeň    | 40.635      |
| Salisburgo        | 40.570      |
| Club Bruges       | 39.480      |
| Ludogorec         | 34.175      |
| BATĖ Borisov      | 29.475      |
| Legia Varsavia    | 28.450      |
| Partizan          | 16.075      |
| Rosenborg         | 12.665      |
| Sheriff Tiraspol  | 11.150      |
| AEK Atene         | 6.580       |
| FH Hafnarfjörður  | 6.175       |
| Viitorul Costanza | 5.870       |
| Vardar            | 5.125       |

| Squadre               | Coeff       |
| Terzo turno           | Terzo turno |
| --------------------- | ----------- |
| Zenit San Pietroburgo | 87.106      |
| Athletic Bilbao       | 60.999      |
| Fenerbahçe            | 51.840      |
| Milan                 | 47.666      |
| Braga                 | 37.366      |
| PAOK                  | 35.080      |
| Krasnodar             | 32.106      |
| Everton               | 29.192      |
| Olympique Marsiglia   | 28.333      |
| Dinamo Zagabria       | 26.050      |
| Austria Vienna        | 17.070      |
| Panathīnaïkos         | 15.080      |
| Marítimo              | 14.866      |
| Oleksandrija          | 9.526       |

| Squadre          | Coeff         |
| Secondo turno    | Secondo turno |
| ---------------- | ------------- |
| Hajduk Spalato   | 11.550        |
| Apollōn Limassol | 10.710        |
| Utrecht          | 6.712         |
| Östersund        | 3.945         |

| Squadre          | Coeff       |
| Primo turno      | Primo turno |
| ---------------- | ----------- |
| Maccabi Tel Aviv | 23.375      |
| Midtjylland      | 16.300      |
| Videoton         | 8.650       |
| Stella Rossa     | 7.325       |
| Skënderbeu       | 6.825       |
| Altach           | 6.570       |
| AEK Larnaca      | 6.210       |
| Osijek           | 5.550       |
| Domžale          | 4.125       |
| Škendija         | 3.375       |
| Sūduva           | 1.825       |

## Sorteggio
| Gruppo 1                                                                | Gruppo 1                                               | Gruppo 2                                                                              | Gruppo 2                                                                         |
| Teste di serie                                                          | Non teste di serie                                     | Teste di serie                                                                        | Non teste di serie                                                               |
| ----------------------------------------------------------------------- | ------------------------------------------------------ | ------------------------------------------------------------------------------------- | -------------------------------------------------------------------------------- |
| Milan Dinamo Kiev Krasnodar Club Bruges Austria Vienna                  | Marítimo Stella Rossa AEK Atene Osijek Škendija        | Athletic Bilbao Salisburgo Braga Everton Midtjylland                                  | Viitorul Costanza FH Hafnarfjörður Hajduk Spalato Apollōn Limassol Panathīnaïkos |
| Gruppo 3                                                                | Gruppo 3                                               | Gruppo 4                                                                              | Gruppo 4                                                                         |
| Teste di serie                                                          | Non teste di serie                                     | Teste di serie                                                                        | Non teste di serie                                                               |
| Ajax Fenerbahçe Ludogorec BATĖ Borisov Dinamo Zagabria Maccabi Tel Aviv | Rosenborg Oleksandrija Skënderbeu Altach Vardar Sūduva | Partizan Olympique Marsiglia PAOK Legia Varsavia Viktoria Plzeň Zenit San Pietroburgo | Videoton Sheriff Tiraspol AEK Larnaca Utrecht Domžale Östersund                  |

## Risultati
| Squadra 1         | Totale      | Squadra 2             | Andata | Ritorno     |
| ----------------- | ----------- | --------------------- | ------ | ----------- |
| Milan             | 7 - 0       | Škendija              | 6 - 0  | 1 - 0       |
| Osijek            | 2 - 2 (gfc) | Austria Vienna        | 1 - 2  | 1 - 0       |
| Krasnodar         | 4 - 4 (gfc) | Stella Rossa          | 3 - 2  | 1 - 2       |
| Club Bruges       | 0 - 3       | AEK Atene             | 0 - 0  | 0 - 3       |
| Marítimo          | 1 - 3       | Dinamo Kiev           | 0 - 0  | 1 - 3       |
| Panathīnaïkos     | 2 - 4       | Athletic Bilbao       | 2 - 3  | 0 - 1       |
| Apollōn Limassol  | 4 - 3       | Midtjylland           | 3 - 2  | 1 - 1       |
| FH Hafnarfjörður  | 3 - 5       | Braga                 | 1 - 2  | 2 - 3       |
| Everton           | 3 - 1       | Hajduk Spalato        | 2 - 0  | 1 - 1       |
| Viitorul Costanza | 1 - 7       | Salisburgo            | 1 - 3  | 0 - 4       |
| Vardar            | 4 - 1       | Fenerbahçe            | 2 - 0  | 2 - 1       |
| Ajax              | 2 - 4       | Rosenborg             | 0 - 1  | 2 - 3       |
| Altach            | 2 - 3       | Maccabi Tel Aviv      | 0 - 1  | 2 - 2       |
| BATĖ Borisov      | 3 - 2       | Oleksandrija          | 1 - 1  | 2 - 1       |
| Dinamo Zagabria   | 1 - 1 (gfc) | Skënderbeu            | 1 - 1  | 0 - 0       |
| Ludogorec         | 2 - 0       | Sūduva                | 2 - 0  | 0 - 0       |
| Domžale           | 1 - 4       | Olympique Marsiglia   | 1 - 1  | 0 - 3       |
| Partizan          | 4 - 0       | Videoton              | 0 - 0  | 4 - 0       |
| Utrecht           | 1 - 2       | Zenit San Pietroburgo | 1 - 0  | 0 - 2 (dts) |
| Legia Varsavia    | 1 - 1 (gfc) | Sheriff Tiraspol      | 1 - 1  | 0 - 0       |
| Viktoria Plzeň    | 3 - 1       | AEK Larnaca           | 3 - 1  | 0 - 0       |
| PAOK              | 3 - 3 (gfc) | Östersund             | 3 - 1  | 0 - 2       |

### Andata
| Arbitro: | Slavko Vinčić |

|            |           |  |
| Labyad 77’ | Marcatori |  |

| Arbitro: | Michael Oliver |

|                                      |           |                  |
| Kyriakou 15’ Jander 70’ Pittas 90+1’ | Marcatori | 38’, 74’ Sørloth |

| Arbitro: | Tamás Bognár |

|           |           |            |
| Ivanić 8’ | Marcatori | 19’ Banada |

| Arbitro: | Andris Treimanis |

|                 |           |            |
| Henríquez 90+5’ | Marcatori | 37’ Latifi |

| Arbitro: | Gediminas Mažeika |

|                                         |           |                        |
| Ignatyev 20’ Claesson 46’ S. Petrov 66’ | Marcatori | 57’ S. Srnić 71’ Pešić |

| Arbitro: | Kevin Blom |

|                     |           |                            |
| H. O. Björnsson 40’ | Marcatori | 62’ Paulinho 79’ Stojković |

| Arbitro: | Bas Nijhuis |

|                                        |           |                  |
| Léo Matos 38’ Prijović 77’, 88’ (rig.) | Marcatori | 21’ (rig.) Nouri |

| Arbitro: | Luca Banti |

|                                          |           |  |
| Barseghyan 20’ Mehmet Topal 90+2’ (aut.) | Marcatori |  |

| Arbitro: | Matej Jug |

|                                 |           |           |
| Bakoš 29’, 74’ (rig.) Kolář 36’ | Marcatori | 8’ Acorán |

| Arbitro: | Aljaksej Kul'bakoŭ |

|  |           |                 |
|  | Marcatori | 68’ Kjartansson |

| Arbitro: | Sébastien Delferière |

|                       |           |  |
| Moți 61’ Misidjan 76’ | Marcatori |  |

| Arbitro: | Manuel de Sousa |

|                     |           |                                      |
| Lod 29’ Cabezas 55’ | Marcatori | 68’, 74’ (rig.) Aduriz 71’ De Marcos |

| Arbitro: | Craig Thomson |

|  |           |               |
|  | Marcatori | 77’ Adegbenro |

| Bruges 17 agosto 2017, ore 20:45 CEST | Club Bruges   | 0 – 0 referto | AEK Atene | Jan Breydelstadion (27 115 spett.)\| Arbitro: \| Viktor Kassai \| |
| Arbitro:                              | Viktor Kassai |               |           |                                                                   |

| Arbitro: | Bobby Madden |

|            |           |            |
| Vetrih 12’ | Marcatori | 63’ Sanson |

| Arbitro: | Aleksandar Stavrev |

|                |           |            |
| Hämäläinen 76’ | Marcatori | 87’ Bayala |

| Arbitro: | Harald Lechner |

|                                                                  |           |  |
| André Silva 13’, 28’ Montolivo 25’, 85’ Borini 67’ Antonelli 69’ | Marcatori |  |

| Arbitro: | Deniz Aytekin |

|           |           |                              |
| Ejupi 15’ | Marcatori | 26’ Monschein 60’ Holzhauser |

| Arbitro: | Anthony Taylor |

|             |           |                              |
| Țucudean 7’ | Marcatori | 2’ Hwang 29’ Wolf 31’ Dabbur |

| Belgrado 17 agosto 2017, ore 21:00 CEST | Partizan    | 0 – 0 referto | Videoton | Stadion FK Partizan (0 spett.)\| Arbitro: \| John Beaton \| |
| Arbitro:                                | John Beaton |               |          |                                                             |

| Arbitro: | Ivan Kružliak |

|                     |           |  |
| Keane 30’ Gueye 44’ | Marcatori |  |

| Funchal 17 agosto 2017, ore 21:30 CEST | Marítimo     | 0 – 0 referto | Dinamo Kiev | Estádio do Maritimo (8 764 spett.)\| Arbitro: \| Jakob Kehlet \| |
| Arbitro:                               | Jakob Kehlet |               |             |                                                                  |

### Ritorno
| Larnaca 24 agosto 2017, ore 18:00 CEST | AEK Larnaca | 0 – 0 referto | Viktoria Plzeň | AEK Arena (5 300 spett.)\| Arbitro: \| Artur Dias \| |
| Arbitro:                               | Artur Dias  |               |                |                                                      |

| Arbitro: | Liran Liany |

|                                      |           |         |
| Harmaš 33’ Morozjuk 35’ González 61’ | Marcatori | 68’ Şen |

| Arbitro: | Aleksej Es'kov |

|                           |           |                       |
| Kjartansson 41’ Yeini 73’ | Marcatori | 20’ Aigner 59’ Netzer |

| Arbitro: | Miroslav Zelinka |

|                   |           |                 |
| Hrycuk 34’ (rig.) | Marcatori | 70’, 73’ Ivanić |

| Arbitro: | Paweł Raczkowski |

|                  |           |  |
| Ghoddos 71’, 77’ | Marcatori |  |

| Arbitro: | Stefan Johannesson |

|                                                          |           |  |
| Dabbur 7’ Gulbrandsen 38’ Berisha 52’ (rig.) Haidara 88’ | Marcatori |  |

| Tiraspol 24 agosto 2017, ore 19:00 CEST | Sheriff Tiraspol | 0 – 0 referto | Legia Varsavia | Sheriff Stadium (6 237 spett.)\| Arbitro: \| Ivan Bebek \| |
| Arbitro:                                | Ivan Bebek       |               |                |                                                            |

| Arbitro: | Carlos del Cerro Grande |

|                  |           |  |
| Kokorin 9’, 105’ | Marcatori |  |

| Arbitro: | Daniel Stefański |

|                |           |                             |
| Neustädter 61’ | Marcatori | 68’ Jighauri 90+1’ Gligorov |

| Marijampolė 24 agosto 2017, ore 19:30 CEST | Sūduva        | 0 – 0 referto | Ludogorec | Stadium of Marijampole football club (4 312 spett.)\| Arbitro: \| Halis Özkahya \| |
| Arbitro:                                   | Halis Özkahya |               |           |                                                                                    |

| Arbitro: | Jesús Gil Manzano |

|                                                       |           |  |
| Christodoulopoulos 27’ (rig.) André Simões 39’, 90+1’ | Marcatori |  |

| Arbitro: | Robert Schörgenhofer |

|            |           |              |
| Hassan 10’ | Marcatori | 50’ Schembri |

| Elbasan 24 agosto 2017, ore 20:00 CEST | Skënderbeu | 0 – 0 referto | Dinamo Zagabria | Elbasan Arena (11 230 spett.)\| Arbitro: \| István Vad \| |
| Arbitro:                               | István Vad |               |                 |                                                           |

| Arbitro: | Andre Marriner |

|  |           |                                         |
|  | Marcatori | 6’ Tawamba 24’ Soumah 35’, 87’ Đurđević |

| Arbitro: | Benoît Bastien |

|             |           |  |
| Muniain 22’ | Marcatori |  |

| Arbitro: | Paweł Gil |

|                                     |           |                     |
| Paulinho 39’, 80’ Dyego Sousa 90+3’ | Marcatori | 16’, 51’ Böðvarsson |

| Arbitro: | Orel Grinfeeld |

|                              |           |  |
| Germain 28’, 56’ Thauvin 85’ | Marcatori |  |

| Arbitro: | Ruddy Buquet |

|                                 |           |                       |
| Bendtner 26’ Adegbenro 80’, 89’ | Marcatori | 60’ Younes 61’ Schøne |

| Arbitro: | István Kovács |

|  |           |             |
|  | Marcatori | 13’ Cutrone |

| Arbitro: | Sergej Gennad'evič Karasëv |

|               |           |                |
| Radošević 43’ | Marcatori | 46’ Sigurðsson |

| Arbitro: | Tobias Stieler |

|                       |           |                      |
| Radonjić 7’ Kanga 46’ | Marcatori | 82’ (rig.) Granqvist |

| Arbitro: | Vladislav Bezborodov |

|  |           |           |
|  | Marcatori | 62’ Boban |